# Edda Piaggio
Edda Piaggio Victorica (Montevideo, 24 de noviembre de 1928 -3 de marzo de 2023] ) fue una poeta, cuentista, traductora y conferencista uruguaya.

## Biografía
Publicó poemas en revistas literarias de Uruguay, Brasil, Panamá, Italia, España y otros países. Colaboró de manera continuada en la revista semestral "Mairena", de Puerto Rico, y comenzó a publicar libros de poesía a partir de la década de 1970. Además de su producción original, se dedicó a realizar traducciones de poemas y narrativa poética. Ha brindado conferencias y participado en ferias y festivales de poesía a nivel internacional.

### Obra
- Llanuras Rituales (Vanguardia, 1976)
- Complemento (Vanguardia, 1977)
- Ciruelo Rojo Vivo (MZ Ediciones, 1982)
- Alternancias (Ediciones Botella al Mar, 1983)
- Las Rejas del Alba (Fundación Argentina para la Poesía, 1986)
- Ramas ((Fundación Argentina para la Poesía, 1989)
- Cirios (Fundación Argentina para la Poesía, 1991)
- Cielos (Editorial Graffiti, 1994)
- Ramas, Cirios, Cielos (Editorial Graffiti, 1994, 2.ª Edición)
- Pasos (Editorial Universitaria de Panamá, 2000)
- Camino de Ronda (Botella al Mar, Argentina, 1a Edición 2003, 2.ª Edición 2009)
- Biquini en Pleamar (Botella al Mar, Argentina 2004)
- Destellos y Ausencias (Ediciones Botella al Mar, Argentina , 2010)